# Bernard de Faubournet de Montferrand
Bernard Vincent Pierre de Faubournet de Montferrand (* 6. August 1945) ist ein französischer Diplomat. Er war von Oktober 2007 bis Februar 2011 Botschafter der Französischen Republik in Deutschland. Seit Dezember 2010 ist er Präsident der Plattform der Fonds régional d’art contemporain (FRAC).

## Leben und Wirken
Er studierte an der ENA und am Institut d’études politiques und wurde 1974 in den diplomatischen Dienst aufgenommen. Zunächst bearbeitete er Wirtschafts- und Finanzangelegenheiten. Von 1979 bis 1982 arbeitete er für die französische Militärregierung in West-Berlin.
1989 erfolgte durch Michel Rocard seine Ernennung zum Botschafter der französischen Republik in Singapur. 1993 bis 1995 fungierte er als außenpolitischer Berater des Premierministers Édouard Balladur. Montferrand wurde danach französischer Botschafter in den Niederlanden (Den Haag), Indien (Neu-Delhi) und von 2003 bis 2005 in Japan (Tokio). Danach wirkte er als Berater der Regierung und war Mitglied im Rat für Auswärtige Angelegenheiten. 2007, nach dem Wahlsieg von Nicolas Sarkozy, wurde er als Nachfolger von Claude Martin als Botschafter nach Berlin entsandt. Im März 2011 löste ihn Maurice Gourdault-Montagne als Botschafter in Berlin ab.
De Faubournet de Montferrand spricht Deutsch, Englisch und Spanisch und ist verheiratet.
Montferrand schrieb auch mehrere Bücher zur französischen Außenpolitik und Diplomatie.

## Werke
- La France et l'étranger (1988)
- La vertu des nations (1997)
- Défendre l'Europe (1999)
- Diplomatie, des volontés françaises (2006)